# Alpha Regio
Alpha Regio (o Regione Alfa) è una vasta regione del pianeta Venere caratterizzata da un terreno fortemente deformato e frammentato, e situata 1-2 km al di sopra delle pianure vulcaniche circostanti, geologicamente più giovani.